# Albadraco
Albadraco („Drak ze župy Alba“) byl rod velkého azdarchidního pterodaktyloidního ptakoještěra, který žil v období pozdní svrchní křídy (geologický stupeň maastricht, asi před 70 miliony let) na území dnešního Rumunska (fauna tzv. ostrova Haţeg). Formálně byl tento druh popsán v listopadu roku 2019.

## Objev a popis
Fosilní materiál ze sedimentů transylvánského souvrství Șard představuje dva fragmenty z části "zobáku" a dobře zachovaný krční obratel. Velikostí se tento druh řadí mezi obří druh Hatzegopteryx thambema a menší druh Eurazhdarcho langendorfensis. Rozpětí jeho křídel je odhadováno asi na 6 až 7 metrů. Dokazuje tedy vysokou variabilitu a druhovou rozmanitost ptakoještěrů ve fauně tzv. ostrova Haţeg. Je však také možné, že se jedná o odrostlé mládě druhu H. thambema.